# التحالف المدني الديمقراطي (العراق)
التحالف المدني الديمقراطي، بالإنجليزية (Civil Democratic Alliance) هو تحالف سياسي مدني أسس للانتخابات التشريعية العراقية 2014،
تم تأسيس التحالف على يد ثلاثة قوى هي الحزب الشيوعي العراقي، وحزب الشعب والتيار الديمقراطي، وضم التحالف شخصيات مستقلة.

## انتخابات عام 2014
على الرغم من حصول التحالف على حوالي ربع مليون صوت في عموم العراق في انتخابات عام 2014، إلا أنه حصل على ثلاثة مقاعد فقط كانت جميعها في محافظة بغداد.
```
في عام 2017 توسع التحالف ليضم أحزاب أخرى تجاور عددها الخمسة عشر حزباً وتم اعتماد اسم جديد للتحالف هو 
تحالف القوى المدنية الديمقراطية - تقدم
.
```

أبرز القوى المنضوية فيه هي:
- حزب الشعب للإصلاح بقيادة النائبين فائق الشيخ علي وأحمد الجبوري.
- الحركة المدنية الوطنية بقيادة النائبة شروق العبايجي.
- التيار الديمقراطي الاجتماعي.[7]
- حزب التجمع الجمهوري.
- الحزب الشيوعي العراقي.
- الحزب الوطني الديمقراطي العراقي.
- قائمة الوركاء الديمقراطية.
- حزب الأمة العراقية بقيادة مثال الالوسي.
- حركة العمل الديمقراطية.
- الحركة الاشتراكية العربية.
- الحزب الوطني الآشوري.

## البرنامج الانتخابي للتحالف المدني الديمقراطي[8]
يلتزم التحالف في برنامجه بما نص عليه الدستور من ان " العراق دولة اتحادية واحدة مستقلة ذات سيادة كامة، نظام الحكم فيها جمهوري برلماني ديمقراطي "
و يعتمد البرنامج المحاور الاتية:
المحور السياسي :

1- العمل على إعادة بناء عملية التحول الديمقراطي، واقامة مؤسساتها وفق المعايير الوطنية بعيداً عن نهج المحاصصة الطائفية الذي ثبت فشله وعجزه.

2- العمل الجاد على تطبيق مبدأ سيادة القانون واستقلال القضاء والهيئات المستقلة.

3- تحقيق مستلزمات ارساء الدولة المدنية الديمقراطية وبناء مؤسسات الدولة كافة على اسس العدالة واعتماد المواطنة والكفاءة والنزاهة اساسا لتلك المؤسسات بعيداً عن المحاصصة.

4- احترام التنوع (القومي والديني والثقافي واللغوي)و التزام الدولة ومؤسساتها بقيم التعددية، مع وضع الضوابط الامنية الحازمة لمنع التهجير والتغيير السكاني.

5- ضمان الأمن والاستقرار والعمل على التخلص من تركة الحقبة الدكتاتورية البغيضة والاحتلال الاجنبي ومن كل اشكال التبعية والهيمنة الاجنبية واستعادة وتعزيز السيادة الوطنية الكاملة والاستقلال.

6- اعتماد إستراتيجية لمكافحة الإرهاب تعتمد منظومة متكاملة من الاجراءات السياسية والامنية والاقتصادية والاجتماعية والتشريعية.

7- تفعيل المصالحة الوطنية وتحقيق التكامل المجتمعي والإسراع في تنفيذ ما هو مشروع من المطالب المرفوعة من قبل المتظاهرين وحركات الاحتجاج في عموم المحافظات وتعجيل عملية حسم ملفات المعتقلين واطلاق سراح الابرياء منهم وتنفيذ التزامات الدولة ازاء منتسبي الصحوات بما يضمن تطبيق مبدادئ العدالة الانتقالية وتوطيد السلم الاهلي.

8- حصر مهمة التحقيق بالسلطة القضائية، واحترام استقلاليتها، والإسراع في حسم ملفات الموقوفين والمحتجزين واطلاق سراح من تثبت برائتهم.

9- التصدي الحازم لظاهرة الفساد السياسي والمالي والإداري واحالة المتورطين إلى القضاء، وفق معايير النزاهة والنفع العام واعتماد الخطة الاستراتيجية الوطنية لأستئصاله.

10- اتخاذ التدابير والاجرائات اللازمة لأعادة بناء القوات المسلحة وقوى الأمن الداخلي على اساس المهنية ومعايير المواطنة بعيداً عن المحاصصة بمختلف اشكالها، وتربية منتسبي القوات المسلحة بأحترام المؤسسات الدستورية والديمقراطية وحقوق الإنسان، وحصر السلاح بيد الدولة وحل المليشيات ومنع أي مظهر من مظاهر التسلح غير القانوني.

11- حل مشكلات المهجرين داخل العراق وخارجه، وتوفير شروط العودة الآمنة، ومنح التعويضات المنصفة، وضمان حق العودة إلى الوظائف دون تمييز.

12- السعي لحل المشاكل بين الحكومة الاتحادية وحكومة الإقليم على وفق ما جاء به الدستور والاتفاقات المشتركة والثنائية السابقة بين الاطراف ذات العلاقة، بأعتماد نهج الحوار الهادئ بعيداً عن التشنج وبما يحقق مصلحة الشعب العراقي في جميع المحافظات والإقليم.

13- تعزيز اللامركزية وتمكين الحكومات المحلية من ممارسة صلاحيتها على وفق قانون المحافظات غير المنتظمة باقليم.

14- بناء علاقات ايجابية وودية مع دول العالم كافة على اساس المصالح المشتركة واحترام المعاهدات والمواثيق الدولية ودمج العراق في المجتمع الدولي وحل المشكلات العالقة (الحدود والمياه والديون) بأعتماد الحوار، وتعزيز مشاريع التعاون الاقتصادي العربي والدولي، والعمل على تخليص منطقة الشرق الأوسط من اسلحة الدمار الشامل.
المحور التشريعي :

1- تفعيل الدور الرقابي والتشريعي لمجلس النواب والمؤسسات التشريعية الأخرى، وتعزيز دور المؤسسات الرقابية الحكومية والجماهيرية والاعلامية واعتماد مبدأ الشفافية واعادة تشكيل الحيئات المستقلة بعيداً عن المحاصصة وضمان استقلاليتها عن السلطة التنفيذية.

2- العمل على تعديل الدستور بما يحقق القيم الديمقراطية واحترام حقوق الإنسان وصيانة كرامته.

3- استكمال تشريع القوانين المنظمة والمفسرة لعمل الدستور خصوصاً قانون الاحزاب وقانون انتخابي عادل ونظام توزيع المقاعد وقانون حرية التعبير عن الرأي والتظاهر السلمي وحق الوصول إلى المعلومات وتداولها والقوانين الأخرى ذات العلاقة، بما يوطد ويعزز البناء الديمقراطي للدولة ويحقق العدالة، ويعزز الحريات.

4- تشريع قانون تشكيل المجلس الاتحادي حسب ما ينص عليه الدستور.

5- تشريع القوانين التي تحقق عدالة اجتماعية كقانون التقاعد الموحد، وقانون التأمينات والضمانات الاجتماعية.

6- تشريع قانون جديد للعمل والتنظيم النقابي وفق المعايير الدولية، بما يحقق للطبقة العاملة ما تصبو اليه في مجال رفع مستواها المعيشي وحقوقها في تنظيم نقاباتهم واتحاداتها المستقلة.

7- الإسراع في سن قانون النفط والغاز وقانوني الموارد المالية وشركة النفط الوطنية.
المحور الاقتصادي :
1- إعادة هيكلة الاقتصاد الوطني وتنويع قاعدته الإنتاجية وفق خطة إستراتيجية تنموية شاملة ومستدامة، تعزيز دور القطاع الخاص في العملية الاقتصادية والاهتمام بالقطاع التعاوني.

2- اعتماد سياسية نفطية تحافظ على الثروة الوطنية، وتقلل تدريجيا من اعتماد الاقتصاد العراقي على عوائد النفط، واعادة تأهيل شركة النفط الوطنية، والاستفادة من الاستثمارات الاجنبية، شرط عدم المساس بالمصالح الوطنية.

3- توزيع العوائد المالية على اقليم كردستان والمحافظات توزيعاً عادلاً، ووفق ما جاء عليه الدستور.

4- تفعيل قطاع الإسكان والاعمار وفق إستراتيجية وبرامج تنفيذية، ورصد مبالغ كافية لع في خطط التنمية الوطنية، وتمكين هذا القطاع من حل ازمة الإسكان الخانقة، ومعالجة المشاكل المترتبة على وجود مجمعات العشوائيات السكنية، والمتجاوزين على اراضي الغير.

5- تشجيع الفلاحين لأستثمار اراضيهم بالشكل الامثل من خلال منحهم حوافز وتسهيلات لتحقيق ذلك.

6- رفع الطاقة الإنتاجية للأراضي الزراعية، بتشجيع المزارعين على الاستثمار الامثل، وفق اسس علمية مدروسة، وتوفير حماية للأنتاج الزراعي الوطني.

7- تطوير خبرة وكفاءة اداء المصارف لتقديم خدمات أفضل للعملية التنموية، ولجذب وتشجيع الاستثمار الاقتصادي في العراق، ونقل التكنلوجيا ونظم الإنتاج وتبادل الخبرة المعرفية، وضمان تشريع قوانين لدعم السياسة النقدية.

8- جعل مكافحة الفقر والبطالة، وخصوصاً بين الشباب، اهدافاً رئيسية للسياسة الاقتصادية وخطط الانفاق الحكومي، ووضع وتنفيذ الخطط والبرامج الاقتصادية الكفيلة بخلق فرص عمل حقيقية في القطاعين العام والخاص.

9- اصلاح وتأهيل واعادة هيكلة الشركات المملوكة للدولة على معايير الإدارة السلمية والكفاءة والجدوى الاقتصادية.

10- العمل على إنشاء صناديق تنموية ذات ادراة مستقلة مهنية عالية تخصص لها نسبة من الإيرادات النفطية وتخضع لرقابة السلطة التشريعية.

11- تكثيف الجهود لتحقيق خطط ومشاريع الإصلاح التشريعي والإداري والاستراتيجيات القطاعية وضمان تناسقها وتكاملها واصلاح انظمة وآليات اعداد الموازنة العامة.

12- وضع سلم جديد وعادل للرواتب واجور عموم موضفي الدولة على اسس علمية سليمة بما يزيل مظاهر التفاوت الحاد وعدم التوازن القائمة حالياً، والاستجابة للمطالبة الجماهيرية الخاصة بتخفيض رواتب وتقاعد موظفي الدولة الكبار وذوي الدرجات الخاصة واعضاء البرلمان.
المحور الاجتماعي والنقابات والاتحادات (الروابط) المهنية ومنظمات المجتمع المدني :
1- دعم المنظامت المدنية والمهنية في العراق وتفعيل دورها واستقلاليتها في توجيه الرأي العام للأرتقاء بالواقع الاجتماعي والثقافي في المجتمع، ولتصويب سياسات الدولة في مختلف مناحي الحياة.

2- المساواة التامة للمرأة مع الرجل، وتمكينها وتفعيل دورها في إدارة الشأن العام وتشريع القوانين التي تكفل مشاركتها في اتخاذ القرارات وتنفيذها، وازالة كل اشكال التميز والعنف الاسري والتهميش في اوضاعها العامة الاقتصادية والاجتماعية والثقافية والتعليمية.

3- ايلاء الطفولة والعائلة عناية خاصة، وتشريع القوانين الضمانة لحقوق الطفل وفق المعايير الدولية.

4- تفعيل مشاركة الشبان والشابات في إدارة الشأن العام، وتنمية وتوظيف طاقاتهم الكامنة في الابداع والعطاء والبناء.
محور الخدمات والبنى التحتية :
1- بناء قاعدة حديثة للبنى التحتية لتوفير الحاجات الإنسانية الاساسية (الماء الصالح للشرب، الكهرباء، شبكات تصريف المياه القذرة والتخلص من النفايات والمخلفات).

2- إعادة هيكلة وتطوير مؤسسات الدولة بأعتماد مبادئ الجدوى والكفاءة والتخصص في اشغال الوظائف العامة، وخصوصاً التي تمس حاجات المواطن، والإسراع بوضع قانون مجلس الخدمة موضع التنفيذ وفق معايير الكفاءة والولاء الوطني.

3- تحديث المدن والاقضية والبلدات، وفق تصاميم عمرانية متطورة، تأخذ بالاعتبار الحفاظ على الموروث الثقافي والاجتماعي.
محور الصحة والتعليم والبيئة :
1- تطوير نظم الرعاية الصحية الاولية (مراكز صحية، مستشفيات عامة، مستشفيات خاصة، القطاع الصحي الخاص) وسياسة دوائية فعالة، وذلك لضمان صحي لائق لشرائح المجتمع ولكافة الفئات العمرية.

2- العمل على حماية البيئة من مسببات التلوث، ولا سيما الاضرار الحاصلة جراء الحروب، مع تقوية اجهزة الرصد والإنذار المبكر للكوارث البيئية، وتفعيل اجهزة السيطرة النوعية.

3- تربية وتنشئة الاجيال على حب الوطن ومبادئ الديمقراطية وثقافة التسامح.

4- تحديث النظم والمناهج التعليمية، واعتبار تطوير قطاع التعليم من الاولويات.

5- تفعيل قانون الزامية التعليم ومجانيته، ومكافحة الامية.

6- احترام الحريات الاكاديمية والعمل بمبدأ استقلالية الجامعات علميا واداريا وماليا، ودعم البحث العلمي والتكنلوجي، واحتضان العلماء والمبدعين.
محور الثقافة :
1- احترام استقلالية المؤسسات الاعلامية والثقافية، وصيانة الحريات ومكافحة كل اشكال التعصب والتطرف.

2- تحرير الثقافة من قيود الفكر والرأي الواحد، ومن الانغلاق، واعتماد مشروع ثقافي وطني ديمقراطي منفتح ومتطور ومنسجم مع روح العصر.

3- تحقيق التنمية الثقافية والمعرفية العامة.

4- ايلاء الاهتمام للثروة الآثارية الضخمة في بلادنا، والعمل على حفظها وحماية مواقعها والكشف عن مخزوناتها المعرفية والحضارية، وتثميرها سياحياً.

## الشخصيات
- فائق الشيخ علي
- شروق العبايجي
- علي الرفيعي
- جوزيف صليوا (من قائمة الوركاء في الكوتا المسيحية التابعة لها)
- جاسم الحلفي
- رائد فهمي